# Agaricus osecanus
Agaricus osecanus är en svampart som beskrevs av Pilát 1951. Agaricus osecanus ingår i släktet champinjoner och familjen Agaricaceae.  Arten är reproducerande i Sverige. Inga underarter finns listade i Catalogue of Life.

## Källor

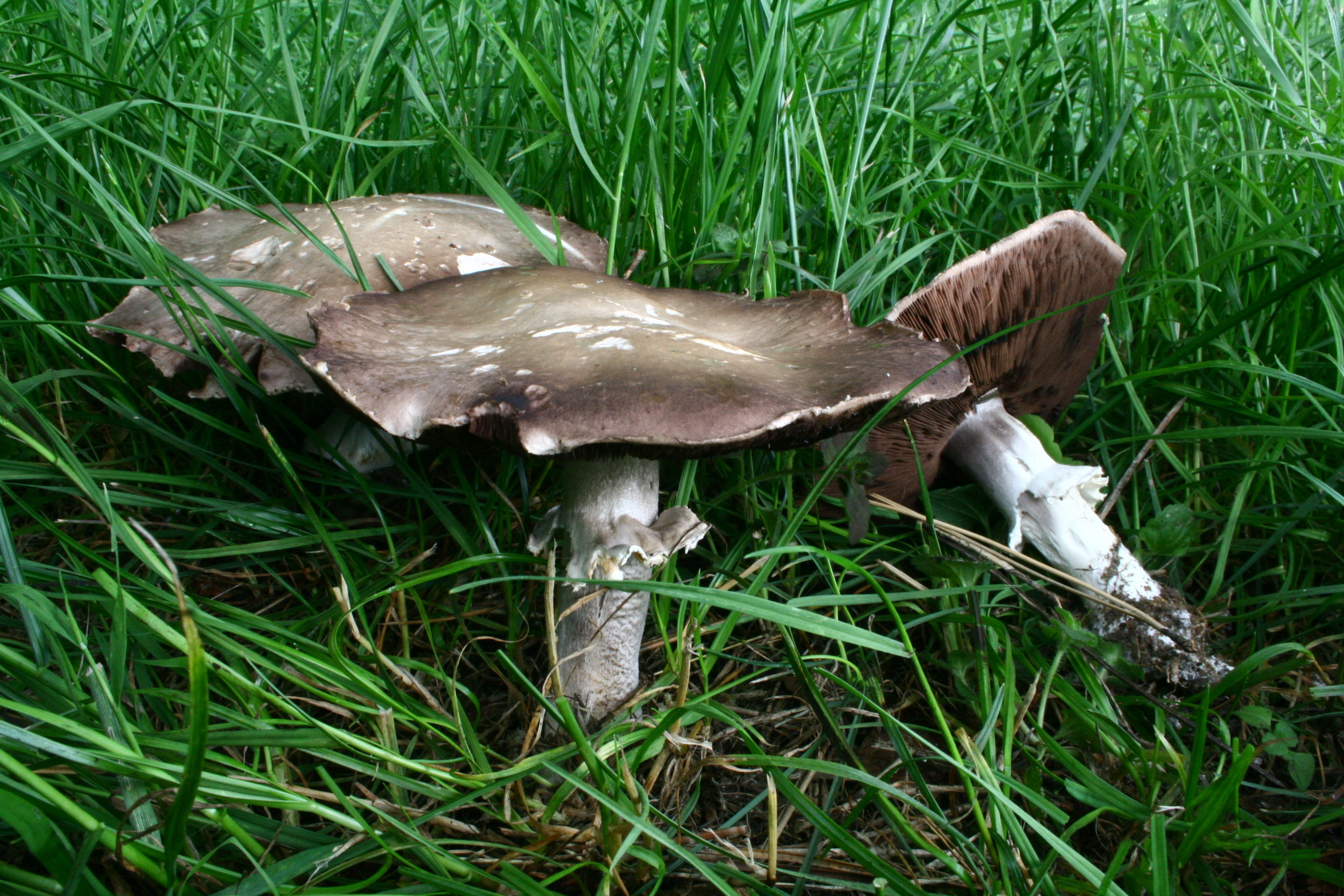